# Oxytropis shanxiensis
Oxytropis shanxiensis là một loài thực vật có hoa trong họ Đậu. Loài này được X.Y. Zhu mô tả khoa học đầu tiên năm 2005.